# WWEメイ・ヤング・クラシック
WWEメイ・ヤング・クラシック (WWE Mae Young Classic) は、アメリカ合衆国のプロレス団体WWEが主催女子トーナメント。WWEのレジェンド・ディーヴァでもあるメイ・ヤングの名前を冠している。2017年に創設された。

## 歴代大会結果
| イベント                             | 日時     | 都市                         | 場所                                                       | 優勝決定戦                               |
| ------------------------------------ | -------- | ---------------------------- | ---------------------------------------------------------- | ---------------------------------------- |
| WWEメイ・ヤング・クラシック (2017年) | 7月13日  | フロリダ州ウィンターパーク   | フルセイル大学                                             | ○カイリ・セイン vs シェイナ・ベイズラー● |
| WWEメイ・ヤング・クラシック (2017年) | 7月14日  | フロリダ州ウィンターパーク   | フルセイル大学                                             | ○カイリ・セイン vs シェイナ・ベイズラー● |
| WWEメイ・ヤング・クラシック (2017年) | 9月12日  | ネバダ州パラダイス           | トーマス&マック・センター（優勝決定戦）                    | ○カイリ・セイン vs シェイナ・ベイズラー● |
| WWEメイ・ヤング・クラシック (2018年) | 8月8日   | フロリダ州ウィンターパーク   | フルセイル大学                                             | ○トニー・ストーム vs 紫雷イオ●           |
| WWEメイ・ヤング・クラシック (2018年) | 8月9日   | フロリダ州ウィンターパーク   | フルセイル大学                                             | ○トニー・ストーム vs 紫雷イオ●           |
| WWEメイ・ヤング・クラシック (2018年) | 10月28日 | ニューヨーク州ユニオンデール | ナッソー・ベテランズ・メモリアル・コロシアム（優勝決定戦） | ○トニー・ストーム vs 紫雷イオ●           |